# 台灣創新記憶體公司
台灣創新記憶體公司（英語：Taiwan Innovation Memory Company，簡稱TIMC），為台灣劉兆玄內閣於2009年，對於DRAM產業危機所提出的整併方案。

## 成立背景
由於茂德、力晶等台灣的DRAM大廠發生資金周轉不靈的情況，且台灣的DRAM廠商皆沒有自己的關鍵技術，馬英九政府遂協調記憶體各廠整併成立了台灣記憶體公司以改善此種情況。

## 公司狀況
原與美光與爾必達商討技術合作，預計資本額為新台幣600億元，政府出資新台幣300億元，首任董事長為宣明智，期望未來能有自有技術。但是馬英九政府上台後透過國民黨立法院絕對多數否決了此案，讓TIMC想一舉同時取得美光和爾必達兩大系統技術的夢想落空。TIMC的技術夥伴爾必達於2009年4月14日社長協同技術長及法務長來台密會華邦、茂德、力晶高層，希望串連「非台塑勢力」，可是爾必達於2012年2月27日申請破產保護，此合作計畫落空。